# حرب استقلال كوبا
حرب استقلال كوبا (1895-1898) (بالإنجليزية: Cuban War of Independence)‏ هي حرب دارت بين الثوار الكوبيين ضد الاستعمار الإسباني، أعقبت هذه الحرب حرب العشرة أيام (1868-1878) والحرب الصغيرة (1879-1880) وفي آخر ثلاثة أشهر تدخلت الولايات المتحدة في الحرب وأصبحت حرب أمريكية إسبانية وانتصر بها الكوبيين ونالوا الاستقلال وفي المقابل قامت الولايات المتحدة باستعمار منطقة غوانتانامو جنوب غرب جزيرة باتفاق بين الطرفين.

## خلفية
كانت هناك تغيرات اجتماعية أساسية في المجتمع الكوبي، خلال السنوات 1869 – 1888 والتي عُرفت باسم (هدنة المكافأة)، التي استمرت لمدة 17 سنة منذ نهاية حرب السنوات العشر في سنة 1878. انضم الأحرار إلى فئات المزارعين والطبقة العاملة المتمدنة، مع إلغاء العبودية في أكتوبر 1886. ولم يعد الاقتصاد قادرًا على أن يحقق الاكتفاء الذاتي مع التغيرات والتحولات؛ وبناء على ذلك فقد العديد من الكوبيين الأثرياء ممتلكاتهم، وانضموا إلى الطبقة الوسطى المتمدنة. انخفض عدد مصانع السكر وتزايدت الكفاءة: بقيت فقط الشركات وأصحاب المزارع الأكثر قوة في العمل، تبعهم المجلس المركزي لأصحاب الحرف في عام 1879، وعدد كثير في جميع أنحاء الجزيرة. انتقل خوسيه مارتي إلى الولايات المتحدة في عام 1881 بعد ترحيله الثاني إلى إسبانيا في عام 1878. حشد هناك دعم المجتمع الكوبي المنفي، وخاصة في مدينة يبور (منطقة تامبا) وكي سيتي في ولاية فلوريدا. كان هدفه هو الثورة من أجل تحقيق الاستقلال عن إسبانيا. مارس مارتي ضغوطًا لضم الولايات المتحدة لكوبا، والذي كان أمرًا مرغوبًا من جانب بعض السياسيين في كل من الولايات المتحدة وكوبا.
كان الحزب الثوري الكوبي في حالة من التأهب ومتأثرًا بالخوف المتزايد من أن تحاول حكومة الولايات المتحدة ضم كوبا قبل أن تتمكن الثورة من تحرير الجزيرة من إسبانيا، وذلك بعد مشاورات مع الجمعيات الوطنية في جميع أنحاء الولايات المتحدة وجزر الأنتيل وأمريكا اللاتينية. أعرب وزير الخارجية جيمس جي. بلين، عن اتجاه جديد من النفوذ الأمريكي العدواني، من خلال ضم كل أمريكا الوسطى وأمريكا الجنوبية يومًا ما إلى الولايات المتحدة. كتب بلين في 1 ديسمبر 1881 عن (تلك الجزيرة الغنية): ‹‹المفتاح الأساسي لخليج المكسيك هو جزء من النظام التجاري الأمريكي، رغم أنه في أيدي إسبانيا.. إذا توقفت كوبا في أي وقت عن أن تكون إسبانية، فيجب أن تصبح أمريكية بالضرورة ولا تخضع لأي هيمنة أوروبية أخرى››. لم تسمح رؤية بلين بوجودٍ مستقلٍ لكوبا. ولاحظ مارتي بانزعاج، حركة ضم هواوي، والتي يُنظر إليها بوصفها تؤسس نمطًا لكوبا.

## السلام
اختارت إسبانيا السلام في 17 يوليو 1898، بعد فقدان الفليبين وبورتو ريكو، والتي غزتها الولايات المتحدة أيضًا، ودون وجود أمل في التمسك بكوبا. وقّعت الولايات المتحدة وإسبانيا بروتوكول سلام في 12 أغسطس، والذي وافقت فيه إسبانيا على التخلي عن جميع دعاوى السيادة على كوبا. ووقّعت الولايات المتحدة وإسبانيا اتفاقية باريس في 10 ديسمبر 1898، والتي طالبت بالاعتراف الرسمي للاستقلال الكوبي عن جانب إسبانيا.
بالرغم من مشاركة الكوبيين في أعمال أو مجهودات التحرير، فقد منعت الولايات المتحدة كوبا من المشاركة في محادثات السلام في باريس وتوقيع الاتفاقية. لم تضع الاتفاقية فترة زمنية محددة لاحتلال الولايات المتحدة، واستُبعدت جزيرة باينس من كوبا. منحت الاتفاقية بشكل رسمي، الاستقلالَ الكوبي، لكن الجنرال الأمريكي وليام ر. شافتر رفض السماح للجنرال الكوبي كاليكستو غارسيا وقواته المتمردة في أن تشارك في مراسم الاستسلام في سانتياغو دي كوبا.

## تحليل
يُحاجج معظم المؤرخين الإسبانيين، بأن التمرد لم يكن من الممكن أن ينجح من تلقاء نفسه. يؤكد المؤرخين الكوبيين على أن الكوبيين كانوا على وشك الفوز في عام 1898 ولم يحتاجوا إلى مساعدة من الخارج.